# Pachyschelus foliaceus
Pachyschelus foliaceus es una especie de escarabajo joya del género Pachyschelus, familia Buprestidae. Fue descrita científicamente por Motschulsky en 1859.